# Domenico Contestabile
Domenico Contestabile (Teano, 11 agosto 1937 – 28 ottobre 2022) è stato un politico italiano.

## Biografia
Laureato in giurisprudenza, esercita la professione di avvocato. Ha militato nel Partito Socialista Italiano sino agli anni novanta. Nel 1994, con la discesa in campo nella politica di Silvio Berlusconi aderisce a Forza Italia, affermando che in tale movimento politico l'area socialista era ben accolta e rappresentata. Alle elezioni politiche del 1994 è eletto al Senato della Repubblica ed è confermato nelle due successive legislature. Dal 16 maggio 1996 al 29 maggio 2001 è stato vicepresidente del Senato
Ha fatto parte delle commissioni parlamentari:Affari costituzionali e giustizia e Difesa ed è stato membro della giunta per le elezioni e immunità parlamentari. Nel  primo governo Berlusconi è stato sottosegretario al Ministero della grazia e giustizia.
Contestabile è morto nell'autunno del 2022.